# Баальбек
Баальбе́к (араб. بعلبك, у давнину Геліополіс, Іліополь Фінікійський) — місто у Лівані. Розташоване за 85 км на північний схід від Бейрута в долині Бекаа біля підніжжя хребта Антилівана на висоті 1 170 м. Торговельний центр садівничого регіону, розвинуті туризм і рекреація.

## Історичні пам'ятки
Неподалік Баальбека розташована знаменита Баальбекська тераса в споруді якої використовувалися обтесані вапнякові блоки, деякі з них вагою за різними оцінками від 800 до 1000 тонн. На цій терасі розташований храмовий комплекс, що вважається одним з найбільших в давньому світі. Через справді вражаючі розміри блоків довкола процесу будівництва було розвинуто безліч фантастичних гіпотез. Своє пояснення про Баальбек висунули Еріх фон Денікен і Алан Елфорд — прихильники гіпотези палеоконтакту.
Втім, ще 1977 року Жан-П'єр Адам докладно описав спосіб будівництва храмів і транспортування матеріалів, спираючись на знання про інженерну й будівельну справу еліністичного світу і Римської імперії. Блоки переміщалися з кар'єру, що розміщений лише за 800 метрів від будівельного майданчика і вченим вдалось експериментально довести можливість їх переміщення з застосуванням технологій межі нашої ери. Нез'ясованим залишалось хто і коли почав це будівництво.
Незважаючи на те що місцевість була заселена з глибокої давнини, ніяких відомостей про місто не трапляється до завоювання Сирії Олександром Македонським в 332 р. до н. е. Про терасу і зведені на ній храми було достеменно відомо лише те, що завершували будівництво на цьому майданчику римляни. У 2010-ті роки Андреас Дж. М. Кропп (Andreas J. M. Kropp) і Даніел Ломан (Daniel Lohmann) висунули гіпотезу про зв'язок храмового комплексу в Баальбеку з будівничими Ірода Великого, а, схоже, остаточну крапку в питанні поставив 2019 року Джуліо Мальї (Giulio Magli). Застосовуючи декілька підходів датування, включно з археоастрономією, він підтвердив, що тераса з мегалітами була зведена в епоху царя Ірода, за тими ж традиціями, за якими велись роботи на Храмовій горі та інших його проєктах.

## Історія
На початку нашої ери місто мало назву «Іліополь (Геліополь) Фінікійський», що в перекладі з грецької мови значить «місто Сонця». Це дуже стародавнє місто. Перша письмова згадка про нього міститься в так званому Тель-ель-Амарнському листуванні XIV століття до нашої ери.
Тут народилась і постраждала за християнську віру православна і католицька свята — великомучениця Варвара (†306), дочка місцевого багатія Діоскора. Тоді Іліополь був провінцією східної частини Римської імперії. Мощі святої Варвари перебували тут до VI століття, коли їх було перевезено до Константинополя. Нині мощі великомучениці перебувають в Україні, у Володимирському соборі міста Києва.

## Галерея

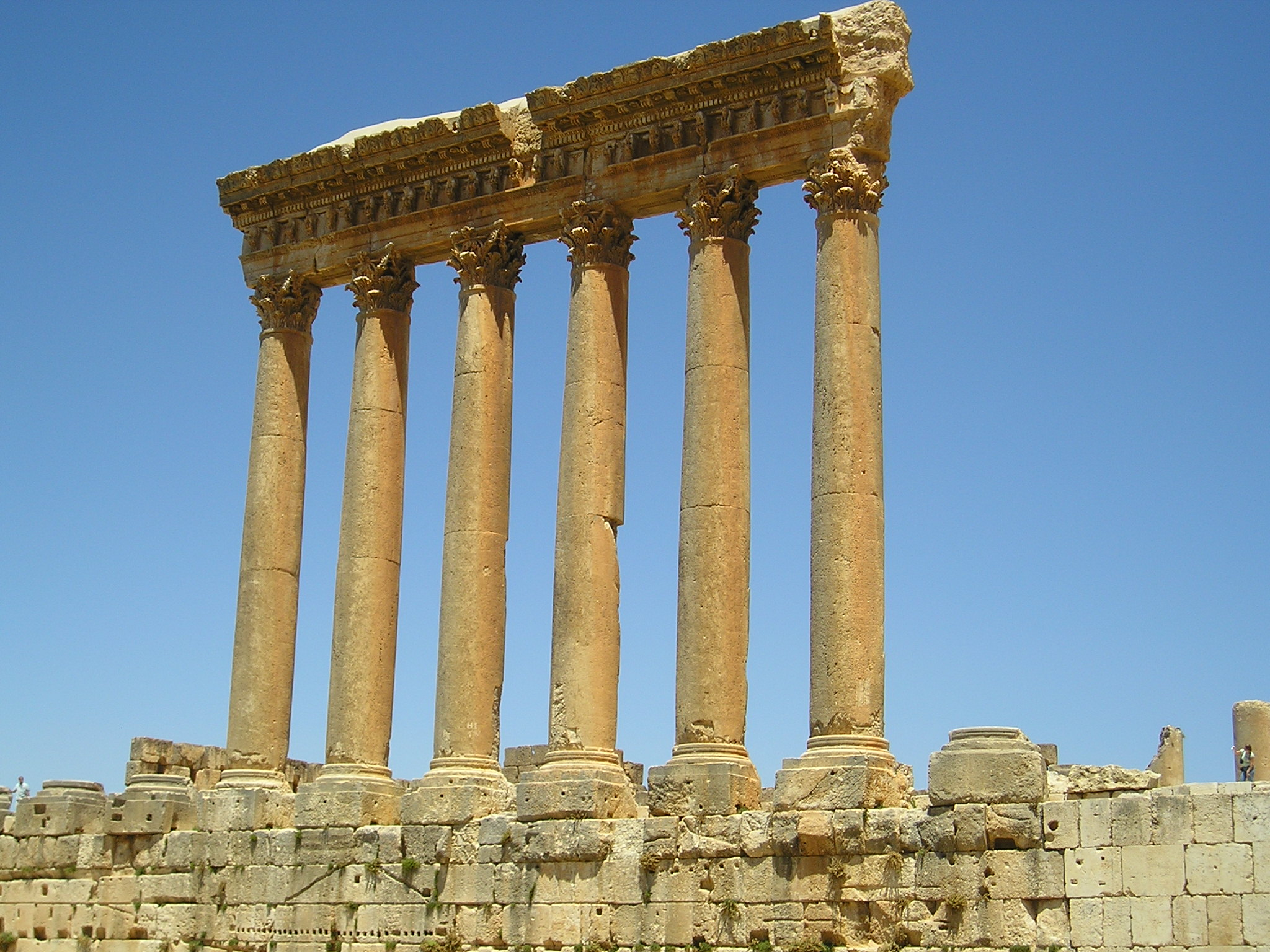
Храм Юпітера
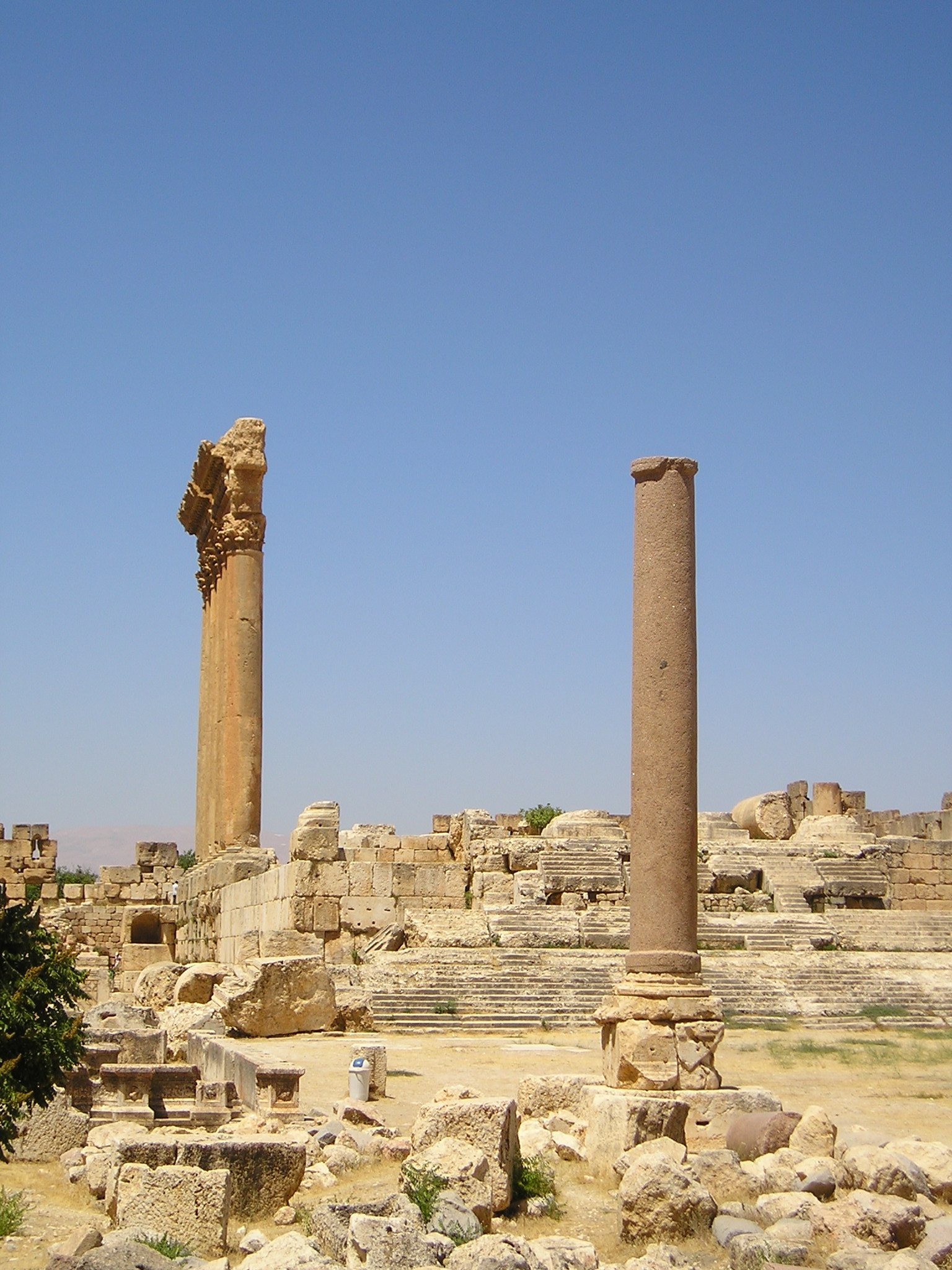
Храм Юпітера, вигляд з боку Великого двору
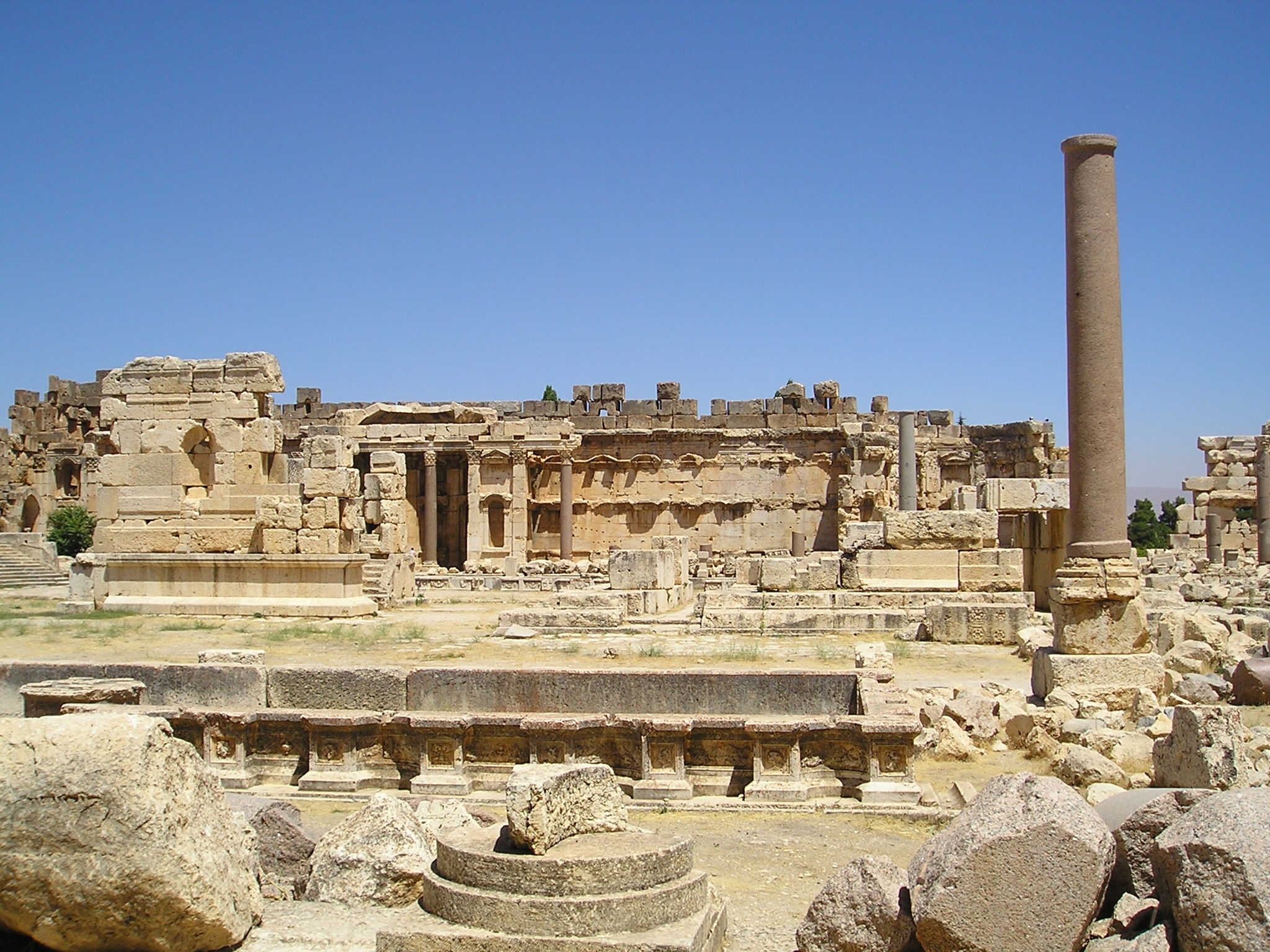
Великий двір
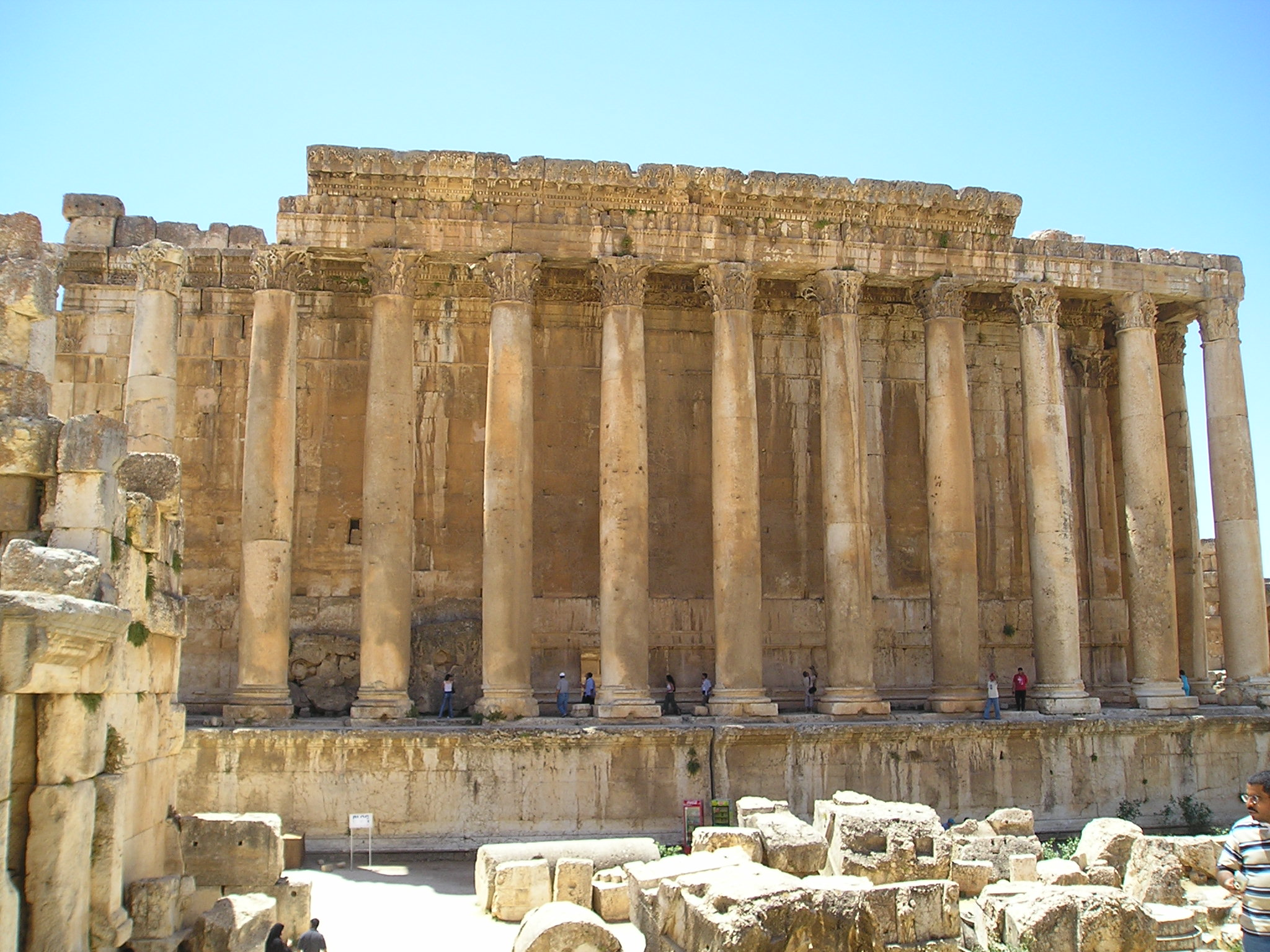
Храм Бахуса
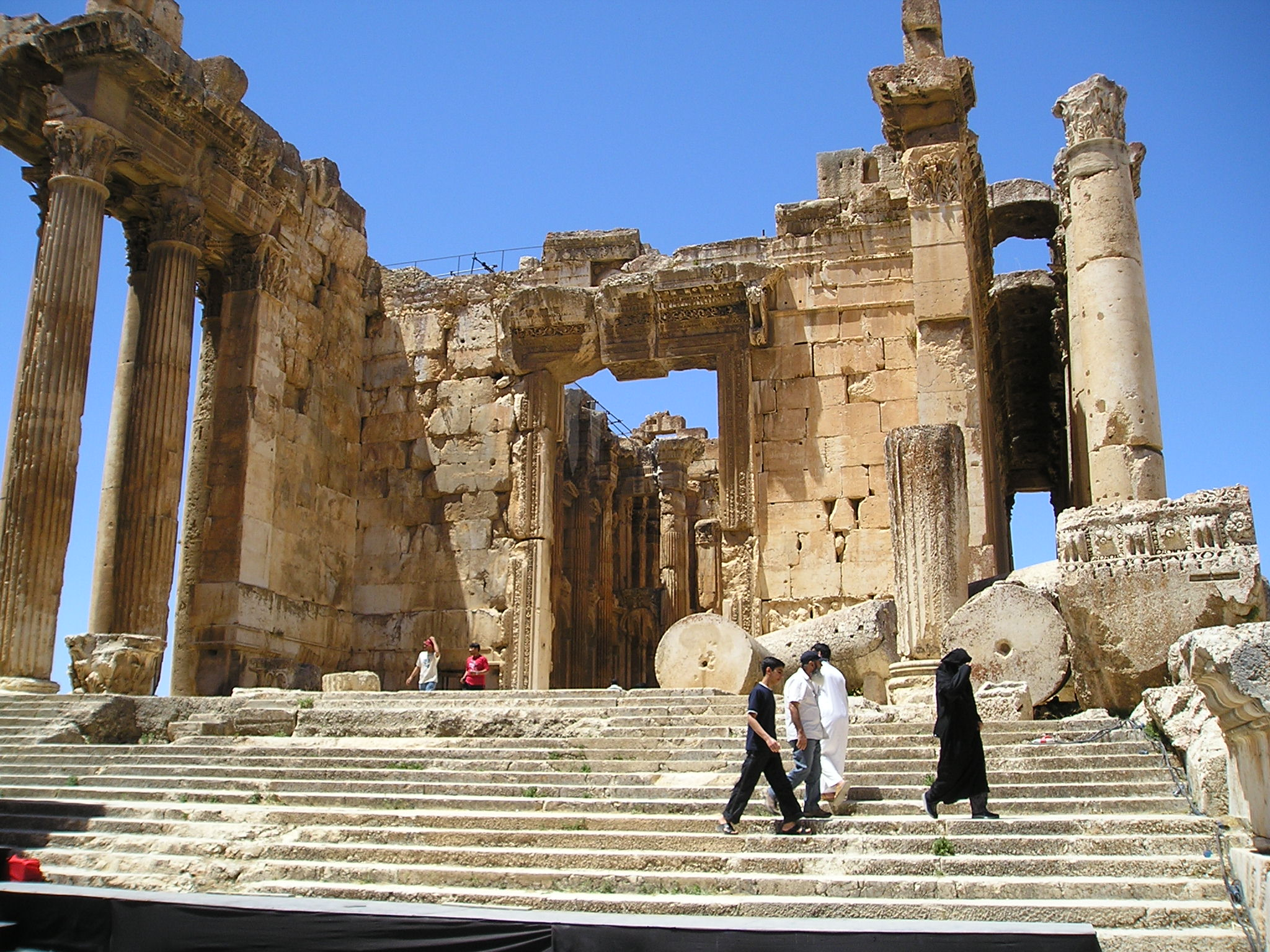
Вхід у Храм Бахуса
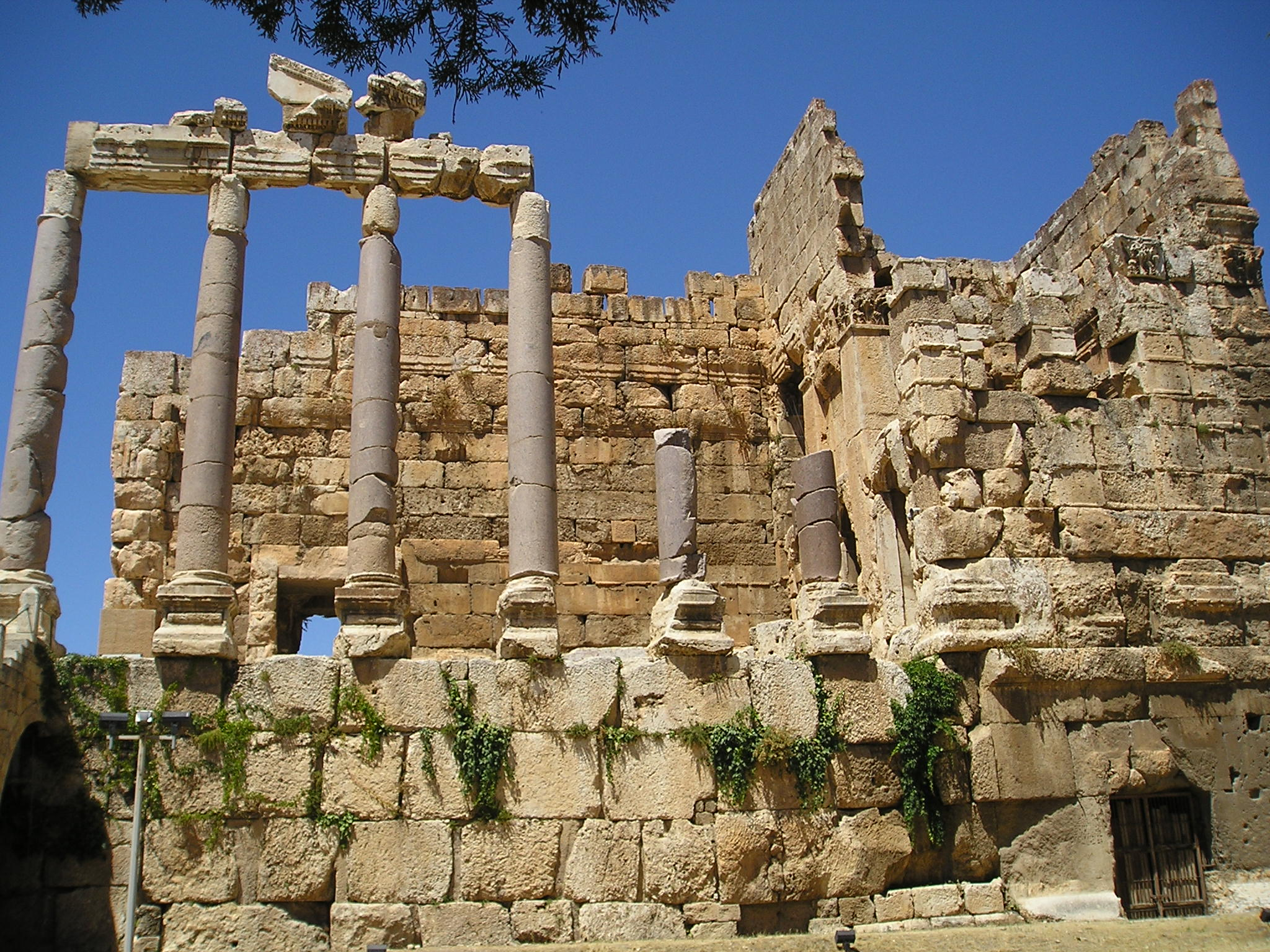
Пропілеї і вхід на майданчик
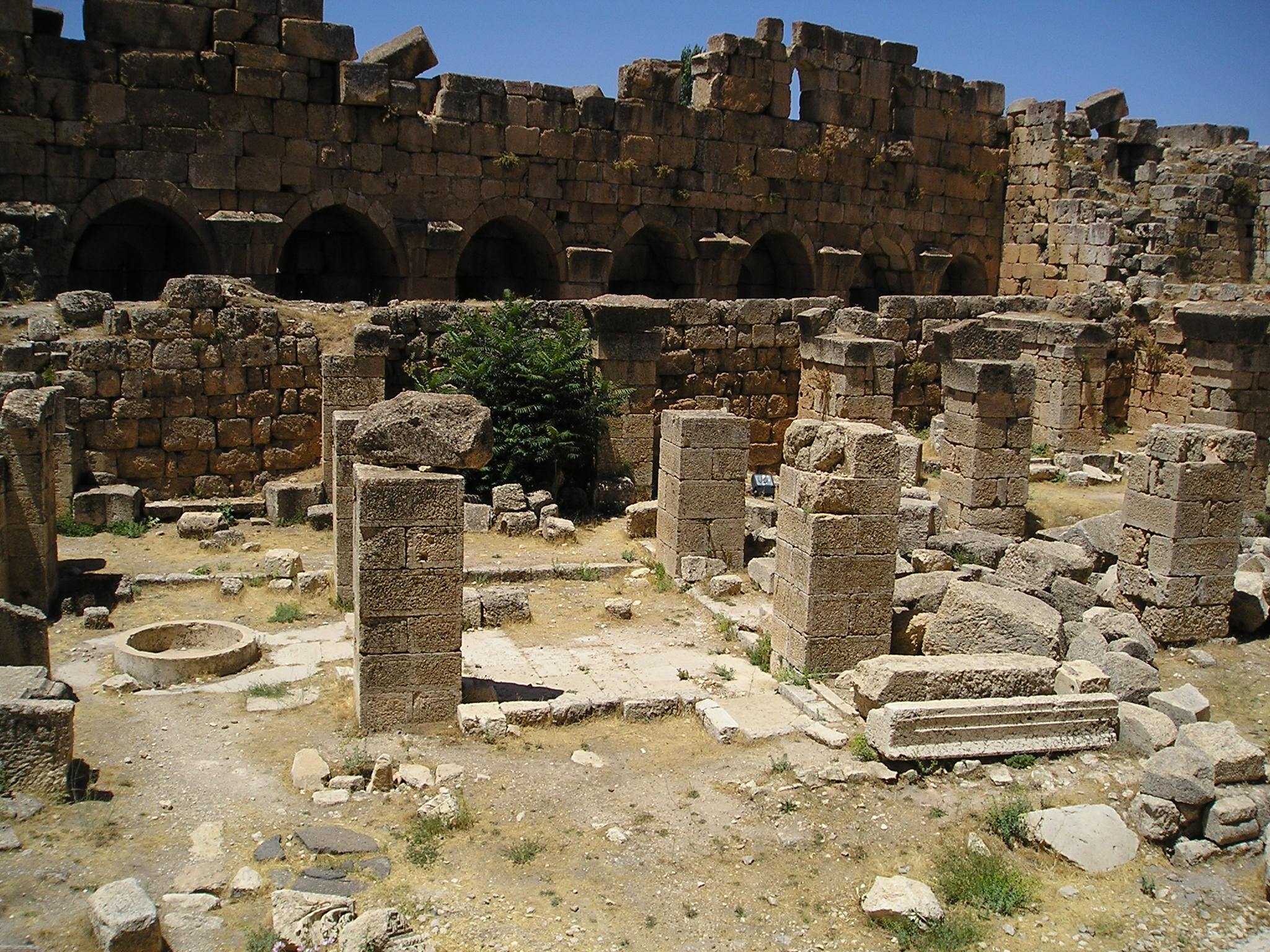
Колони колишньої мечеті
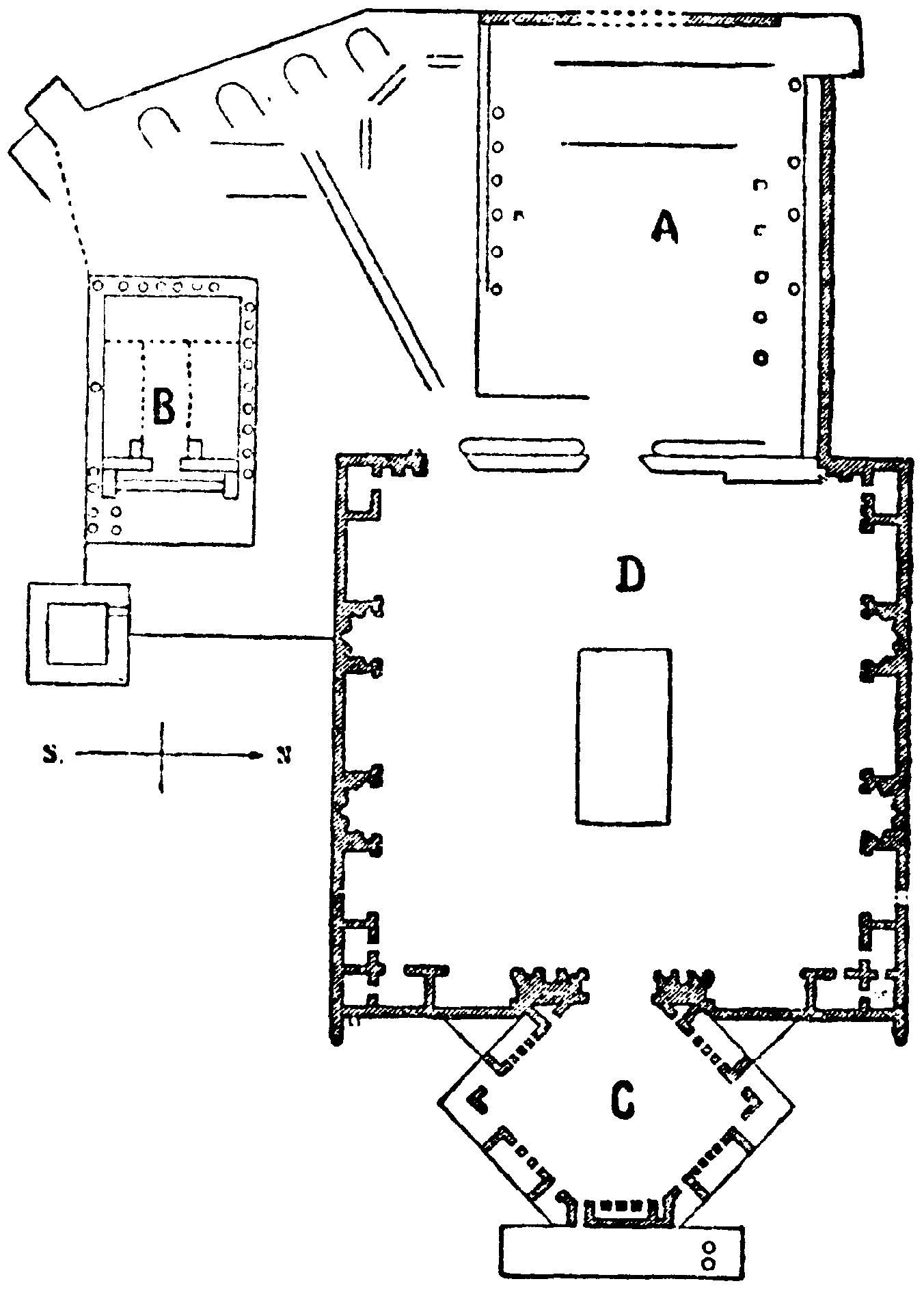
План храмового комплексу
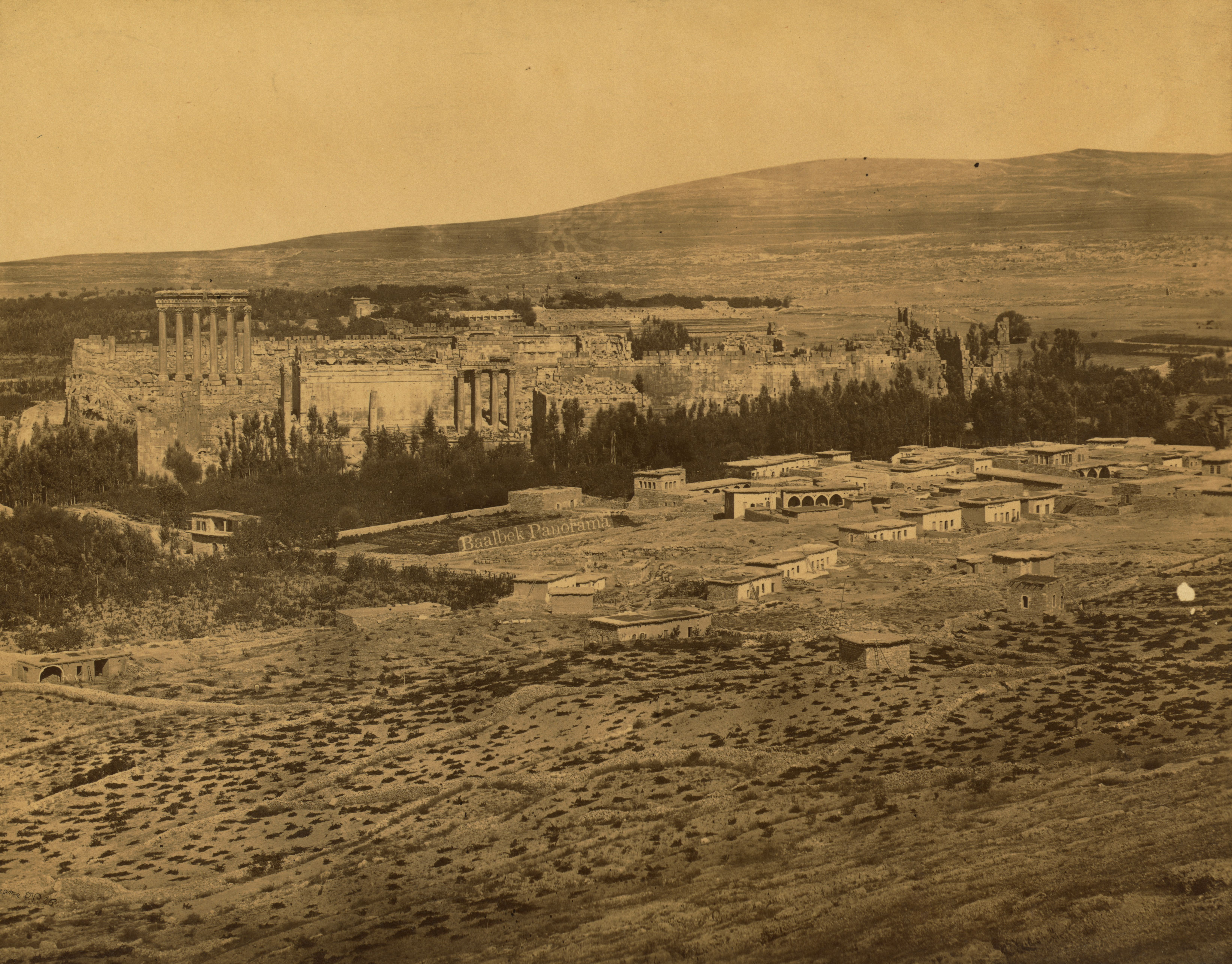
Панорама Баальбека 1890-ті
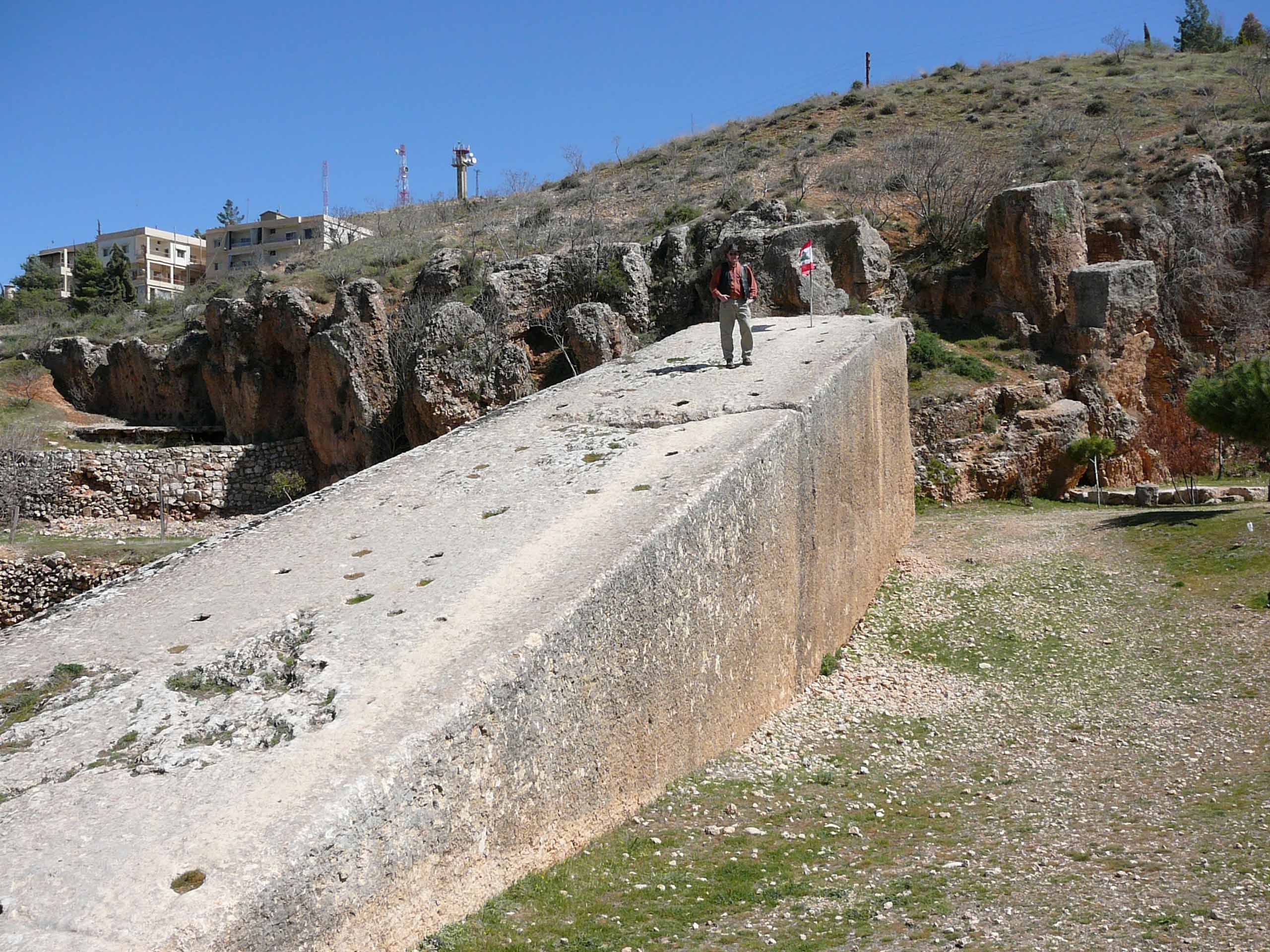
Камінь вагітної жінки
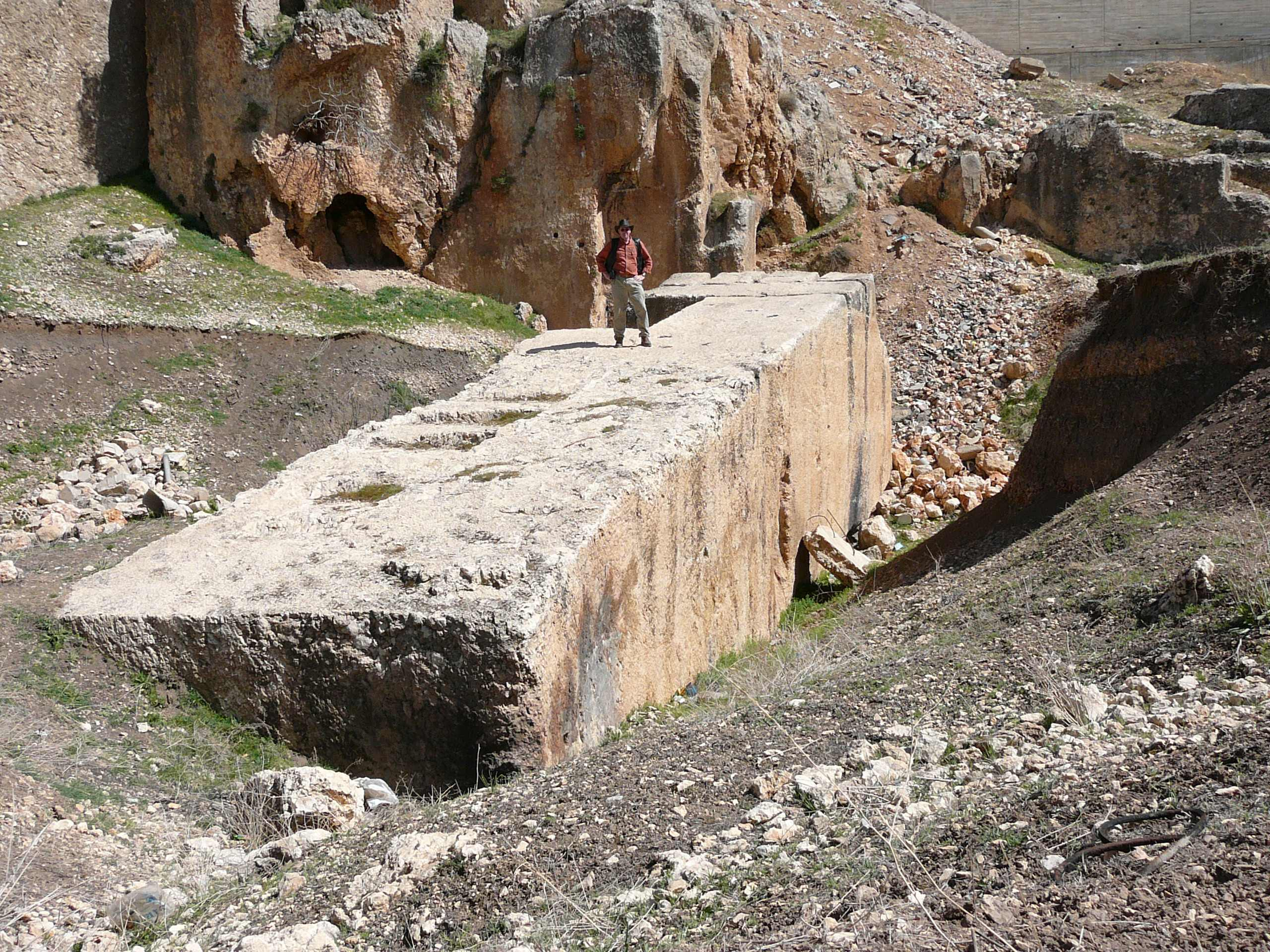
Найбільший камінь Баальбека